# Nueva Suabia
Nueva Suabia (en alemán: Neuschwabenland) fue el nombre dado por la Expedición Antártica Alemana de 1938-1939 (Alemania nazi) a una parte de la Antártida ubicada en la Tierra de la Reina Maud. Debía su nombre al barco de la expedición MS Schwabenland, que llevaba el nombre del antiguo estado alemán de Suabia.
El territorio de unos 600 000 km² se localiza en la costa aproximadamente desde los 12° Oeste hasta los 18° Este y entre los 70° y 75° Sur dentro de la Tierra de la Reina Maud, una reivindicación costera indefinida de Noruega realizada en 1939 a raíz de esta expedición alemana. El área de Nueva Suabia no fue definida exactamente, por lo que otras publicaciones la sitúan desde los 11° 30' Oeste hasta los 20° Este y entre los 69° 10' y 76° 30' Sur.

## Primeras expediciones alemanas
Como muchos otros países, Alemania envió varias expediciones a la Antártida a finales del siglo XIX y a principios del siglo XX. Al final del siglo XIX se realizaron expediciones en el océano Glacial Antártico, las islas Georgias del Sur, las Kerguelen y Crozet. Estos viajes contaban con la estrecha colaboración científica de otros países. Sin embargo, desde finales del siglo XIX, los alemanes comenzaron a centrar sus intereses en la Antártida propiamente dicha.
La expedición de Gauss fue la primera expedición alemana al continente antártico, y se llevó a cabo entre 1901 y 1903. Dirigida por el veterano profesor de geología Erich von Drygalski, fue la primera en utilizar un aerostato en la Antártida. También se descubrió y nombró la Tierra del Emperador Guillermo II. La segunda expedición antártica alemana (1911-1912), dirigida por Wilhelm Filchner, tenía por objetivo atravesar la Antártida para determinar si era un único continente o se componía de varias islas unidas por el hielo. No se logró siquiera iniciar el viaje a través de la Antártida, pero la expedición descubrió y nombró la costa de Luitpold y la barrera de hielo de Filchner. Una flota ballenera salió de Alemania en 1937 y cuando volvió en la primavera de 1938, se elaboró el plan para una tercera expedición a la Antártida.

## Expedición a Nueva Suabia

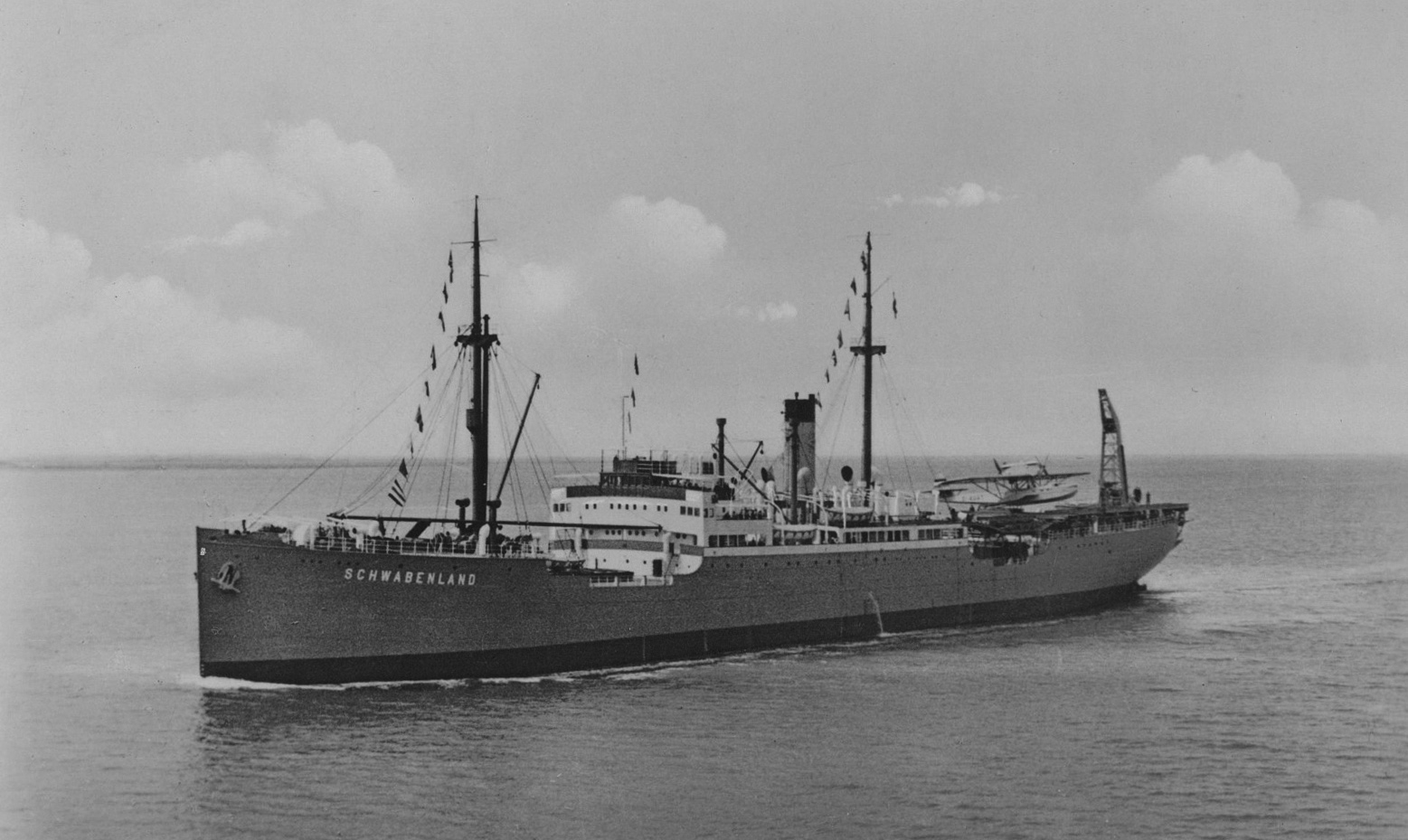
MS Schwabenland en 1938.

El capitán Alfred Ritscher dirigió la tercera expedición antártica alemana (1938-1939). El propósito principal era asegurar un área en la Antártida para una estación ballenera, como parte de un plan para aumentar la producción de grasa animal de Alemania. El aceite de ballena era entonces la materia prima más importante para la producción de margarina y jabón en Alemania, y los alemanes eran, además, el segundo comprador más importante de aceite de ballena noruego, importando anualmente unas 200 000 toneladas. Además de la desventaja de ser muy dependiente de recursos extranjeros, la inminencia de la entrada de Alemania en un nuevo conflicto fue una presión para las inversiones alemanas en el exterior. Otra meta era buscar un lugar para una posible base naval.
El 17 de diciembre de 1938 la expedición de Nueva Suabia salió en secreto de Hamburgo hacia la Antártida a bordo del MS Schwabenland, un carguero capaz de transportar y catapultar aviones que fue adaptado para la expedición antártica en el otoño de 1938 en los astilleros de Hamburgo con un coste de un millón de marcos alemanes. El barco contaba además con una estación meteorológica. La expedición tenía 33 miembros, además de la tripulación del Schwabenland, compuesta por 24 personas. El 19 de enero de 1939 la nave llegó a la Costa de la Princesa Marta en la Tierra de la Reina Maud, estableció una base temporal y comenzó a realizar un reconocimiento cartográfico de la región. En las semanas siguientes se realizaron quince vuelos a bordo de dos hidroaviones de 10 toneladas Dornier Do J llamados Passat y Boreas sobre un área de unos 600 000 kilómetros cuadrados. Los aviones eran retornados al barco mediante una grúa. El resultado fueron más de 16.000 fotografías aéreas. Sin embargo, estas fotografías han demostrado ser inútiles puesto que consisten en imágenes de paisajes blancos, sin la indicación de la latitud o de la longitud. Noruega tenía interés en el área y el 14 de enero de 1939 proclamó su soberanía sobre las costas y mares de la Tierra de la Reina Maud. 
Para afirmar la presencia alemana sobre Nueva Suabia se colocaron tres banderas a lo largo de la costa y trece marcas más fueron colocadas en el interior a través de viajes aéreos a intervalos de 30-40 km. Esas marcas eran postes de aluminio de 1,2 metros de altura con un cono de 30 centímetros de acero con una esvástica en la parte superior, que fueron probadas previamente en el glaciar Pasterze en Austria. También hubo un equipo de reconocimiento por tierra a lo largo de la costa encargada de registrar la geografía de la zona. La expedición también avistó por aire la presencia de fuentes termales con vegetación en el oasis Schirmacher, donde ahora se localiza la estación india Maitri y la rusa Novolázarevskaya. El lugar fue nombrado en honor del capitán Richardheinrich Schirmacher, que dirigió el vuelo poco antes de la partida del MS Schwabenland hacia Alemania el 6 de febrero de 1939, y forma parte de la falla geológica del Atlántico. En su viaje de retorno hicieron estudios oceanográficos cerca de la isla Bouvet y de las islas brasileñas Fernando de Noronha, arribando a Hamburgo el 11 de abril de 1939.
Dos expediciones más fueron programadas para 1939-1940 y 1940-1941. Se esperaba que éstas buscasen más territorios para la pesca de ballenas y, sobre todo, que sirviesen para ampliar la zona reivindicada por Alemania en el continente. La segunda expedición también incluiría algunas expediciones militares, que investigarían, probablemente, la viabilidad del establecimiento de bases navales con las que Alemania pudiese controlar el océano Atlántico sur y el océano Índico junto con el pasaje de Drake. Ambos proyectos fueron cancelados por el estallido de Segunda Guerra Mundial.
El 13 de enero de 1941 varios comandos alemanes del barco corsario Penguin abordaron y capturaron dos buques-factoría noruegos que se hallaban cerca de la costa de Nueva Suabia a los 59° Sur y 2° 30' Oeste. Al día siguiente capturaron 3 barcos noruegos más y 11 balleneros. Cabe destacar que para ese tiempo, Noruega se encontraba bajo ocupación militar alemana.

## Estaciones de investigación
El nombre de Neuschwabenland o Nueva Suabia aún es utilizado en algunos mapas para designar a la región, así como aún llegan a emplearse varios de los nombres alemanes dados a algunos puntos geográficos de esa zona. 
Hay actualmente en Nueva Suabia cinco estaciones de investigación permanentes y algunas estaciones que están ocupadas solo en el verano austral. La base alemana Neumayer III se ubica en el noroeste de Nueva Suabia. La estación de Sudáfrica llamada SANAE IV se halla en la cima del nunatak Vesleskarvet. La noruega Base Troll fue originalmente una estación de verano y en 2004 se convirtió en una estación permanente, y se encuentra ubicada en el noroeste de la cadena de Mayr. En el oasis de Schirmacher en el noreste, se encuentra la estación Maitri de India y la de Rusia llamada Novolázarevskaya. En las inmediaciones de la estación rusa en 1976 la República Democrática Alemana construyó la Base Georg-Forster, que en 1996 fue completamente desactivada por razones económicas. La alemana Base Kohnen en la Meseta Polar a 2892 m s. n. m. está abierta solo en verano.

## Teorías conspirativas
Nueva Suabia ha sido, al igual que todo el continente antártico en su conjunto, objeto de varias teorías conspirativas durante décadas. La más difundida de ellas postula que luego de la expedición alemana de 1938 a 1939 una enorme base militar fue construida en Nueva Suabia, hacía donde en 1945, tras la derrota en la Segunda Guerra Mundial, se habrían retirado tropas nazis, jerarcas y militares de alto rango. Esta base habría sido buscada infructuosamente por los Estados Unidos y el Reino Unido en secreto durante décadas. Esta teoría sostiene que las tropas nazis sobrevivieron en oasis termales de Nueva Suabia, que les proporcionan energía y calor. Esta teoría ha dado lugar a que frecuentemente se mencione a Nueva Suabia como una reclamación territorial alemana en la Antártida, pero no es claro si existió alguna reivindicación territorial formal de ese país allí. Fuentes noruegas afirman que Alemania habría anunciado la formación de un Sector Antártico Alemán en agosto de 1939, entre los 4° 59’ E y los 16° 30’ E y hasta los 75° S.